# Poly(N-isopropylacrylamide)

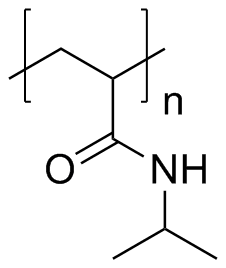
Poly(N-isopropylacrylamide)

Schema van het thermoresponsief gedrag van PNIPAM. Links: beneden de LCST, uitgerekte polymeerketens in oplossing; rechts: boven de LCST, opgekruld en ineengekrompen. Onderaan zijn de polymeerketens op een oppervlak gebonden.

Poly(N-isopropylacrylamide) of PNIPAM (CAS-nummer 25189-55-3) is een thermoresponsief polymeer, wat betekent dat de eigenschappen van het polymeer snel en reversibel veranderen bij een temperatuursverandering. Meer bepaald ondergaat PNIPAM in water een sol-gel-fasetransitie bij een bepaalde temperatuur. 
PNIPAM heeft een zogenaamde LCST (Lower Critical Solution Temperature of onderste kritische oplossingstemperatuur):  onder deze temperatuur is het in water oplosbaar en erboven niet. Onder de LCST vormt het water/PNIPAM-systeem dus één fase, en erboven twee. PNIPAM bevat hydrofobe en hydrofiele groepen. Onder de LCST overheerst het hydrofiele karakter: de polymeerketens zijn uitgerekt en er zijn waterstofbruggen tussen watermoleculen en de hydrofiele groepen in de polymeerketens. Boven de LCST worden de waterstofbruggen verbroken en gedragen de polymeerketens zich hydrofoob. Ze gaan opkrullen en het polymeer slaat uit het oplosmiddel neer. 
Wanneer men een hydrogel maakt met PNIPAM, dat met behulp van een crosslinker een driedimensionale structuur heeft, zal die bij een temperatuur onder de LCST maximaal opzwellen in water. Boven de LCST zal die drastisch inkrimpen.
De LCST van PNIPAM is ongeveer 32°C. Door andere co-monomeren in PNIPAM in te bouwen, of door toevoeging van zouten of oppervlakteactieve stoffen kan die temperatuur beïnvloed worden. Hydrofobe monomeren zullen de LCST verlagen, terwijl hydrofiele monomeren de LCST helpen verhogen; organische zuren als co-monomeer maken de microgel bovendien ook pH-responsief.

## Synthese
Het monomeer van PNIPAM is N-isopropylacrylamide, dat wordt geproduceerd door de reactie van acrylonitril met isopropylalcohol. 
De productie van een hydrogel van PNIPAM gebeurt door de polymerisatie van N-isopropylacrylamide in aanwezigheid van een crosslinker zoals N,N'-methyleen-bis-acrylamide om een driedimensionale hydrogel te bekomen, en een initiator zoals kaliumpersulfaat. Als stabilisator wordt natriumdodecylsulfaat gebruikt. De concentratie daarvan beïnvloedt de grootte van de geldeeltjes. 
Holle deeltjes van PNIPAM kunnen gevormd worden door een nanodeeltje van een metaal, bijvoorbeeld goud, als kiem te gebruiken. Het fungeert als hydrofobe kern waarrond de PNIPAM-ketens aangroeien. De goudkern kan nadien weggeëtst worden met kaliumcyanide, waardoor holle nanodeeltjes van de hydrogel overblijven met een grootte van minder dan 50 nanometer. Men noemt het resultaat daarom ook een nanogel. Men kan ook siliciumkernen gebruiken die nadien met NaOH verwijderd worden.

## Toepassingen
Thermoresponsieve polymeren zoals PNIPAM kunnen voor vele toepassingen gebruikt worden. De voornaamste situeren zich in de biomedische sector, onder meer voor de gecontroleerde toediening van medicijnen. Ze kunnen ook gebruikt worden in biosensoren en "slimme" materialen. 
Vermits PNIPAM een LCST heeft van ongeveer 32°C, is PNIPAM in water een oplossing bij kamertemperatuur maar een gel bij normale lichaamstemperatuur. Vandaar dat er veel onderzoek plaatsvindt naar de mogelijkheid om geneesmiddelen toe te dienen met gebruik van PNIPAM.
Men kan bijvoorbeeld een nanogel van PNIPAM, waarin het geneesmiddel is ingebouwd, injecteren. In het lichaam wordt het blootgesteld aan een temperatuur boven de LCST waardoor de geldeeltjes samentrekken en het geneesmiddel vrijkomt.
Een nadeel van PNIPAM voor deze toepassing is dat het niet biocompatibel is, en het is nog niet duidelijk of er nadelige effecten aan verbonden zijn. Er wordt daarom veel onderzoek gedaan naar andere, wel biocompatibele thermoresponsieve polymeren.
PNIPAM kan ook toegepast worden voor scheidingsmethoden (gel-elektroforese) en celcultuur. Cellen hechten aan hydrofobe oppervlakken maar worden afgestoten door hydrofiele oppervlakken. Op een oppervlak bedekt met PNIPAM kan men een cultuur van menselijke cellen aanmaken, vermits bij de normale lichaamstemperatuur van 37°C PNIPAM in de hydrofobe toestand verkeert. Als de celcultuur voltooid is, kunnen de cellen losgemaakt worden zonder tussenkomst van enzymen, door eenvoudig de temperatuur te verlagen tot beneden de LCST.
Thermoresponsieve polymeren kunnen ook verwerkt worden in coatings waarvan de eigenschappen veranderen bij een bepaalde temperatuur. Door lichtgevoelige groepen in het polymeer in te bouwen kan men het met licht beïnvloeden: door bestraling met licht van de golflengte waarvoor die groepen gevoelig zijn, wordt de lichtenergie geabsorbeerd en omgezet in warmte, waardoor de hydrogel opgewarmd wordt tot boven de LCST. 